# Exocometa

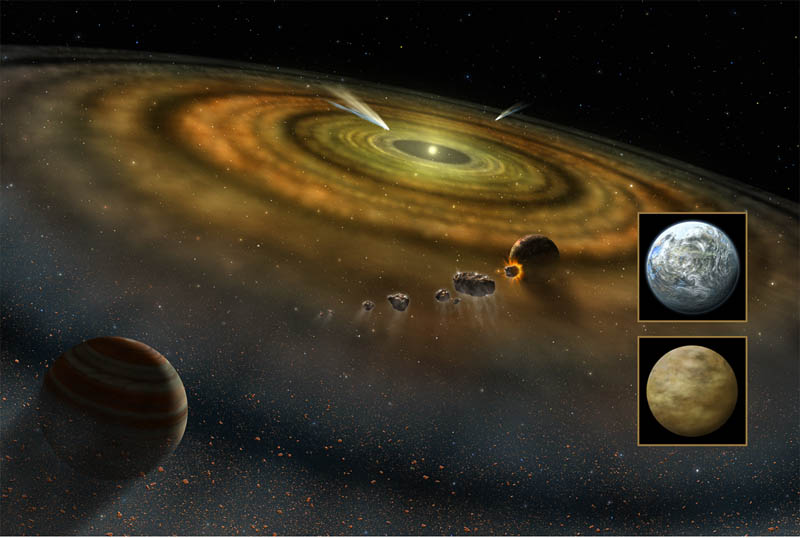
Exocometes i diversos planetes en formació al voltant de Beta Pictoris, una estrella jove del tipus A, concepció artística de la NASA.

Un exocometa, o cometa extrasolar, és un cometa fora del nostre sistema solar, inclosos els cometes interestel·lars i els cometes que orbiten a altres estrelles. El primer exocometa detectat va ser al voltant de Beta Pictoris, una estrella jove del tipus A, el 1987. Un total de 10 d'aquests exocometes han estat identificats a data de 7 de gener de 2013.
Els astrònoms van utilitzar el telescopi de 2,1 metres de l'Observatori McDonald de Texas per detectar els últims sis exocometes descoberts. Es van descobrir gràcies als enormes restes que van deixant aquests cossos al voltant de les seves estrelles. Tots els exocometes més recentment detectats —com 49 Ceti (HD 9672), 5 Vulpeculae (HD 182919), 2 Andromedae, HD 21620, HD 42111 i Rho Virginis (HD 110411)— són al voltant d'estrelles molt joves del tipus A.
Segons els investigadors, els exocometes són una baula important en la comprensió de la formació de planetes. L'astrònom Barry Welsh descriu l'enllaç de la següent manera: "la pols interestel·lar sota la influència de gravetat es converteix en gotes, i les taques es converteixen en roques, les roques es fonen i es converteixen en coses més grans —planetesimals i cometes— i, finalment, en planetes".
Un núvol gasós al voltant de 49 Ceti s'ha atribuït a les col·lisions de cometes d'aquest sistema planetari.

## Galeria

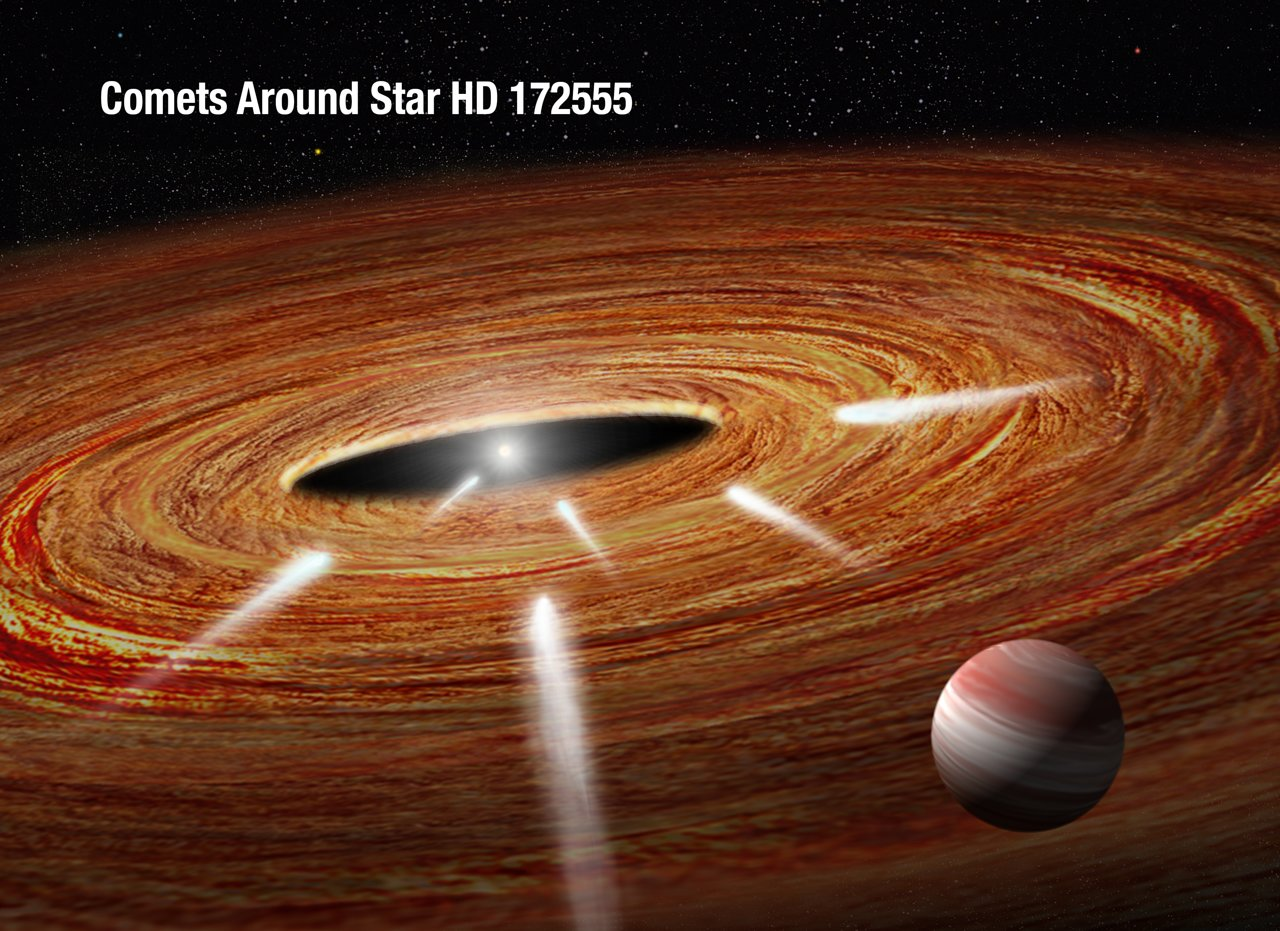
Impressió artística d'exocometes submergint-se en l'estrella jove HD 172555.
- Vídeo de la concepció artística d'exocometes orbitant l'estrella Beta Pictoris.